# شربورن (ماساچوست)
شربورن، ماساچوست
شربورن (به انگلیسی: Sherborn) شهرکی در شهرستان میدلسکس ایالت ماساچوست می‌باشد که در سال ۱۶۷۴ بنیان‌گذاری شده‌است. این شهرک در سرشماری سال ۲۰۱۰ میلادی، ۴٬۱۱۹ نفر جمعیت داشته‌است.